# Laugarvatn
Le Laugarvatn est un lac du sud de l'Islande. Sa superficie est un peu plus petite que celle du lac voisin Apavatn. 

## Géographie
Il se trouve auprès d'une route touristique très populaire, le Golden Circle. Le chemin le plus court de Þingvellir aux geysers de la Haukadalur, une piste non goudronnée, traverse d'abord une région avec des volcans et des grottes et longe ensuite le lac.